# Братиславська єпархія

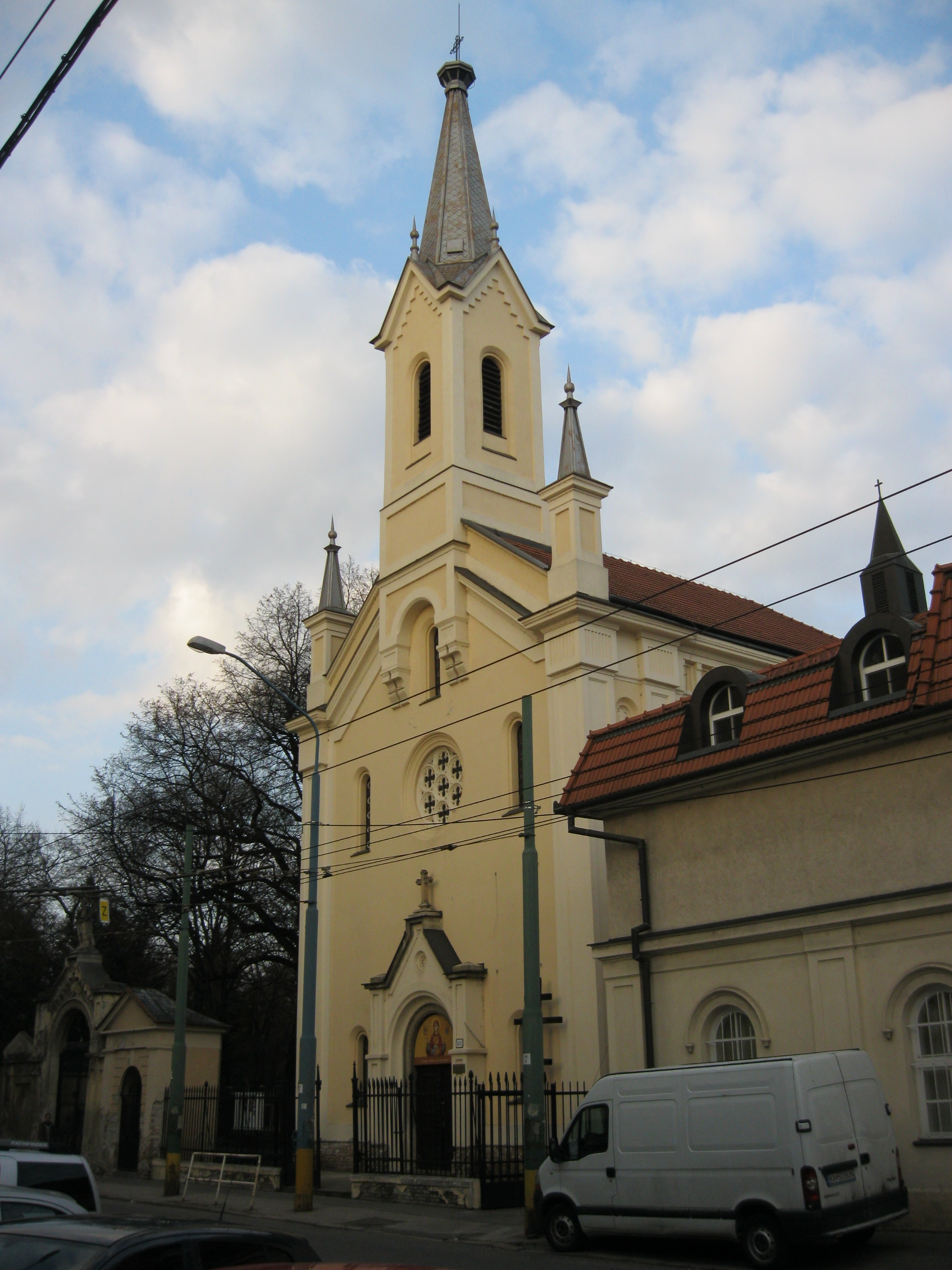
Собор Воздвиження Чесного і Животворящого Хреста

Братиславська єпархія (лат. Eparchia Bratislavensis, словац. Bratislavská eparchia) — єпархія Словацької греко-католицької церкви з центром в місті Братислава, Словаччина. Братиславська єпархія належить до Пряшівської митрополії. Катедральним собором Братиславської єпархії є собор Воздвиження Чесного і Животворящого Хреста.

## Історія
30 січня 2008 року Святий Престол заснував Братиславську єпархію, виділивши її з Пряшівської єпархії, яка в цей же день була піднесена до рангу архієпархії.

## Єпископи
- єпископ Петер Руснак (з 30 січня 2008 — до сьогодні).